# Ronald Schröer
Ronald Schröer (Alkmaar, 28 september 1984) is een Nederlandse atleet, die gespecialiseerd is in de middellange en lange afstand. In 2008 maakte hij de stap naar de nationale top. Hij is lid van AV Zaanland en heeft onder andere met Michel Butter bij Team Distance Runners (TDR) getraind. Sinds 2017 traint hij bij Gerard van Lent, voormalig coach van onder andere Koen Raymaekers en Lornah Kiplagat.

## Loopbaan
In zijn juniorentijd won Schröer diverse titels. Zo werd hij kampioen bij de junioren op de 5000 en 10.000 m in 2002 en in 2003 wederom op de 10.000 m.
In 2009 werd hij voor het eerst Nederlands kampioen bij de senioren op het Nederlands kampioenschap 10.000 m. 
In 2010 prolongeerde Schröer zijn nationale titel op het NK 10.000 m. Op het Nederlands kampioenschap marathon behaalde hij zilver en op het Nederlands kampioenschap halve marathon brons.
Op het NK halve marathon in 2012 veroverde hij de zilveren medaille. Op de Nederlandse baankampioenschappen veroverde hij dat jaar op de 5000 m brons. Een jaar later behaalde hij wederom brons op zowel de 5000 als de 10.000 m.
Schröer nam vier keer deel aan Europese kampioenschappen. Op de Europese kampioenschappen van 2010 in Barcelona (Spanje) werd hij op de marathon vierde met het Nederlands team. In 2012 nam hij deel aan de EK in Helsinki (Finland), waar hij op de 10.000 m achttiende werd, en het Europese kampioenschappen veldlopen in Boedapest (Hongarije). In 2014 liep hij opnieuw de marathon tijdens de EK in Zürich (Zwitserland).
In een spannende strijd behaalde Schröer in 2016 brons op het NK 10 km in Schoorl. Drie weken later haalde hij ook brons op het NK halve marathon in Den Haag.
Het jaar 2017 begon in januari met een overwinning in de Mastboscross en een bronzen medaille tijdens het NK 10 km.
Na gedurende zeventien jaar bij TDR te hebben getraind, besloot Schröer in april 2017 om over te stappen naar trainer Gerard van Lent.

## Nederlandse kampioenschappen
| Onderdeel | Jaar |
| --------- | ---- |
| 10.000 m  | 2009 |
| 10.000 m  | 2010 |

## Persoonlijke records
Baan
| Afstand  | Prestatie | Datum         | Plaats   |
| -------- | --------- | ------------- | -------- |
| 5000 m   | 13.55,95  | 18 juli 2009  | Heusden  |
| 10.000 m | 28.32,61  | 29 april 2012 | Stanford |

Weg
| Afstand         | Prestatie | Datum            | Plaats    |
| --------------- | --------- | ---------------- | --------- |
| 10 km           | 29.17     | 12 februari 2017 | Schoorl   |
| 10 Engelse mijl | 48.14     | 6 september 2015 | Tilburg   |
| halve marathon  | 1:04.23   | 11 maart 2012    | Den Haag  |
| marathon        | 2:13.52   | 17 oktober 2021  | Amsterdam |

## Palmares

### 3000 m
- 2012:  - 8.03.62
- 2014:  NK indoor - 8.14,25

### 5000 m
- 2009: ?e Heusden - 13.55,95
- 2012:  NK - 14.26,46
- 2013:  NK - 14.13,77
- 2016: 4e NK - 14.20,49
- 2018: 4e NK -

### 10.000 m
- 2008:  NK - 29.58,65
- 2009:  NK - 29.35,67
- 2010:  NK - 30.16,91
- 2011:  Tartlétos Loopgala - 29.09,03
- 2012: EK Limiet in Stanford (USA) - 28.32,61
- 2012: 18e EK - 29.31,06
- 2013:  NK - 30.02,71
- 2016:  NK - 29.19,54

### 10 km
- 2008: 12e NK in Schoorl - 30.34
- 2009: 7e NK in Tilburg - 29.48
- 2009: 7e Royal Ten in Den Haag - 29.52
- 2010: 7e NK in Tilburg - 30.31
- 2013: 6e Groet uit Schoorl Run - 29.24
- 2014: 6e NK in Schoorl - 29.40
- 2015: 9e NK in Schoorl - 29.54
- 2016:  NK in Schoorl - 30.25
- 2016: 6e Hemmeromloop - 30.57
- 2017:  NK in Schoorl - 29.17
- 2018: 14e NK in Schoorl - 30.34
- 2021: 7e NK in Schoorl - 29.35
- 2022: 5e 10 km Sloten - 29.21
- 2022:  Hemmeromloop - 30.39

### 10 Engelse mijl
- 2013: 17e Dam tot Damloop - 48.22
- 2015: 12e Tilburg Ten Miles - 48.15
- 2015: 22e Dam tot Damloop - 51.14
- 2016: 12e Dam tot Damloop - 48.48
- 2016: 16e Tilburg Ten Miles - 49.20
- 2017: 29e Dam tot Damloop - 52.45
- 2019: 16e Tilburg Ten Miles - 49.58
- 2019: 16e Dam tot Damloop - 49.26
- 2022: 36e Dam tot Damloop - 51.36

### 15 km
- 2007 13e Montferland Run - 46.21
- 2018: 17e Zevenheuvelenloop - 45.52
- 2019: 37e Zevenheuvelenloop - 46.38
- 2022: 43e Zevenheuvelenloop - 46.39

### halve marathon
- 2004: 22e halve marathon van Egmond - 1:11.27
- 2005:  Groet uit Schoorl Run - 1:08.59
- 2007:  halve marathon van Texel - 1:10.39
- 2008:  halve marathon van Texel - 1:10.15
- 2009:  halve marathon van Texel - 1:10.31
- 2010: 20e City-Pier-City Loop - 1:04.42
- 2010:  Marquetteloop - 1:07.50
- 2010:  NK in Breda - 1:09.07 (9e overall)
- 2010: 18e halve marathon van Zwolle - 1:08.09
- 2011: 4e NK in Breda - 1:08.08 (12e overall)
- 2011:  halve marathon van Texel - 1:09.44
- 2012: 23e City-Pier-City Loop - 1:04.23 (PR)
- 2012:  halve marathon van Texel - 1:09.12
- 2012:  NK in Venlo - 1:05.46 (11e overall)
- 2013: 5e NK in Venlo - 1:06.55 (12e overall)
- 2014: 10e halve marathon van Egmond - 1:05.35
- 2014: 14e City-Pier-City Loop - 1:04.28
- 2014: 6e Venloop - 1:04.59
- 2015: 6e Bredase Singelloop - 1:05.53
- 2015:  Berenloop - 1:09.04
- 2016: 9e halve marathon van Egmond - 1:10.16
- 2016:  NK in Den Haag - 1:04.43 (14e overall)
- 2016: 14e Venloop - 1:05.19
- 2016:  halve marathon van Texel - 1:08.42 (parcoursrecord)
- 2016: 10e Bredase Singelloop - 1:05.06
- 2017: 9e halve marathon van Egmond - 1:06.10
- 2017: 6e NK te Nijmegen - 1:08.33
- 2018: 10e halve marathon van Egmond - 1:06.18
- 2018: 8e halve marathon van Londen - 1:05.21
- 2019: 9e halve marathon van Egmond - 1:07.08
- 2019:  Stevensloop - 1:08.43
- 2019:  Halve van Haarlem - 1:07.45
- 2019: 5e NK te Venlo - 1:05.48
- 2019: 20e Bredase Singelloop - 1:07.15
- 2022: 5e NK te Nijmegen - 1:04.38

### marathon
- 2007: 25e marathon van Amsterdam - 2:19.32
- 2008: 19e Chicago Marathon - 2:24.22
- 2009: 7e NK in Amsterdam - 2:18.14 (23e overall)
- 2010:  NK in Rotterdam - 2:16.27 (15e overall)
- 2010: 37e EK in Barcelona - 2:33.18
- 2010: 19e marathon van Amsterdam  - 2:16.56 (1e Nederlander)
- 2011: 4e NK in Amsterdam - 2:20.55 (30e overall)
- 2012: 19e marathon van Amsterdam  - 2:16.19
- 2013: 18e marathon van Amsterdam  - 2:16.28
- 2014: 42e EK in Zürich - 2:24.51
- 2015: 18e marathon van Amsterdam  - 2:17.53
- 2019: 8e marathon van Düsseldorf  - 2:16.00
- 2021:  NK marathon van Amsterdam  - 2:13.52
- 2022: 12e marathon van Rotterdam  - 2:14.25
- 2022: 42e EK - 2:19.40
- 2023: 9e NK in Rotterdam - 2:19.51
- 2023 29e marathon van Amsterdam - 2:18.06

### overige afstanden
- 2008: 10e Zandvoort Circuit Run (12 km) - 38.42
- 2016: 16e 4 Mijl van Groningen - 18.52
- 2022: 3e Zandvoort Circuit Run (12 km) - 35.52

### veldlopen
- 2012:  Abdijcross - 30.33
- 2012: 4e Sylvestercross - 35.56
- 2012: 47e EK - 31.32
- 2016: 8e Crosscup in Mol - 28.29
- 2016: 9e Warandeloop (10.000 m) - 30.15
- 2016: 29e EK - 29.25
- 2016: 6e Sylvestercross - 35.55
- 2017:  Mastboscross - 30.51
- 2017: 11e Sylvestercross in Soest - 37.15
- 2018: 14e Warandeloop - 30.27
- 2018: 65e EK - 31.06